# Vilhelm af Baden (1829-1897)
Vilhelm af Baden (18. december 1829 – 27. april 1897) var en tysk prins af Baden. Han tilhørte Huset Zähringen og var en yngre søn af storhertug Leopold 1. af Baden.

## Biografi
Prins Vilhelm blev født den 18. december 1829 i Karlsruhe i Baden som det femte barn og fjerde søn af storhertug Leopold 1. af Baden i hans ægteskab med prinsesse Sophie af Sverige.
Prins Vilhelm giftede sig den 11. februar 1863 i Sankt Petersborg i Rusland med prinsesse Maria Maximilianovna af Leuchtenberg, datter af Maximilian de Beauharnais, 3. hertug af Leuchtenberg og storfyrstinde Maria Nikolajevna af Rusland. I ægteskabet blev der født to børn.
Prins Vilhelm døde som 67-årig den 27. april 1897 i Karlsruhe.

## Børn
- Marie af Baden (1865–1939)

∞ 1889 Hertug Frederik 2. af Anhalt (1856–1918)
- Max af Baden (1867–1929)

∞ 1900 Prinsesse Marie Louise af Hannover (1879–1948)

## Eksterne links
- Wikimedia Commons har flere filer relateret til Vilhelm af Baden (1829-1897)